# Campeonato Mundial de Esgrima de 1990
O Campeonato Mundial de Esgrima de 1990 foi a 53ª edição do torneio organizado pela Federação Internacional de Esgrima (FIE) entre 8 de julho a 16 de julho de 1990. O evento foi realizado em Lyon, França. 

## Resultados
Os resultados foram os seguintes. 
Masculino
| Evento             | Ouro | Prata                                                                                                   | Bronze |
| Espada individual  | Alemanha Ocidental · Thomas Gerull                                                                           | Itália · Angelo Mazzoni                                                                                 | Alemanha Ocidental · Arnd Schmitt                                                                                  |
| Espada por equipe  | Itália · Angelo Mazzoni · Sandro Cuomo · Maurizio Randazzo · Sandro Resegotti · Stefano Pantano              | França · Olivier Lenglet · Éric Srecki · Jean-Michel Henry · Philippe Riboud · Jean-François Di Martino | União Soviética · Pavel Kolobkov · Vitali Agueev · Andrey Shuvalov · Mykhailo Tyshko · Kaido Kaaberma              |
| Florete individual | França · Philippe Omnès                                                                                      | Itália · Andrea Borella                                                                                 | União Soviética · Dmitriy Shevchenko                                                                               |
| Florete por equipe | Itália · Andrea Borella · Alessandro Puccini · Mauro Numa · Andrea Cipressa · Stefano Cerioni                | Polónia · Piotr Kielpikowski · Ryszard Sobczak · Leszek Bandach · Adam Krzesinski · Cezary Siess        | União Soviética · Dmitriy Shevchenko · Sergei Golubitsky · Vladimer Aptsiauri · Boris Koretsky · Alexandr Romankov |
| Sabre individual   | Hungria · György Nébald                                                                                      | União Soviética · Heorhiy Pohosov                                                                       | Itália · Tohni Terenzi                                                                                             |
| Sabre por equipe   | União Soviética · Heorhiy Pohosov · Grigory Kiriyenko · Sergey Mindirgasov · Andrey Alshan · Samir Ibragimov | Hungria · György Nébald · Bence Szabó · Imre Bujdosó · Csaba Köves · László Csongrádi                   | Alemanha Ocidental · Felix Becker · Jürgen Nolte · Jörg Kempenich · Ulrich Eifler · Frank Bleckmann                |

Feminino
| Evento             | Ouro                                                                                            | Prata                                                                           | Bronze                                                                                        |
| Espada individual  | Cuba · Taimi Chappe                                                                             | Hungria · Diana Eöri                                                            | União Soviética · Marina Mazina                                                               |
| Espada por equipe  | Alemanha · Eva-Maria Ittner · Sabine Krapf · Renate Riebandt-Kaspar · Monika Ritz · Ute Schäper | Hungria · Mariann Horváth · Gyöngyi Szalay · Zsuzsanna Szőcs · Marina Várkonyi  | Itália · Saba Amendolara · Alessandra Anglesio · Laura Chiesa · Annalisa Coltorti · Elisa Uga |
| Florete individual | Alemanha · Anja Fichtel                                                                         | Itália · Giovanna Trillini                                                      | União Soviética · Olga Velichko                                                               |
| Florete por equipe | Itália · Lucia Traversa · Dorina Vaccaroni · Margherita Zalaffi                                 | União Soviética · Yelena Grishina · Tatyana Sadovskaya · Olga Sharkova-Sidorova | China · E Jie · Jun Liang · Hongyun Sun · Aihua Xiao                                          |

## Quadro de medalhas
País sede
| Ordem | País               | Medalha de ouro | Medalha de prata | Medalha de bronze |    |
| ----- | ------------------ | --------------- | ---------------- | ----------------- | -- |
| 1     | Itália             | 3               | 3                | 2                 | 8  |
| 2     | Alemanha Ocidental | 3               |                  | 2                 | 5  |
| 3     | Hungria            | 1               | 3                |                   | 4  |
| 4     | União Soviética    | 1               | 2                | 5                 | 8  |
| 5     | França             | 1               | 1                |                   | 2  |
| 6     | Cuba               | 1               |                  |                   | 1  |
| 7     | Polónia            |                 | 1                |                   | 1  |
| 8     | China              |                 |                  | 1                 | 1  |
| TOTAL | TOTAL              | 10              | 10               | 10                | 30 |